# طال كارب
طال كارب (بالإنجليزية: Tal Karp)‏ هي لاعبة كرة قدم أسترالية، ولدت في 30 ديسمبر 1981 في برث في أستراليا. شاركت مع منتخب أستراليا لكرة القدم للسيدات.

## روابط خارجية
- طال كارب على موقع الاتحاد الدولي (مؤرشف)  (الإنجليزية)
- طال كارب على موقع قاعدة بيانات كرة القدم.إي يو (الإنجليزية)
- طال كارب على موقع أوليمبيديا (الإنجليزية)
- طال كارب على موقع اللجنة الأولمبية الأسترالية (الإنجليزية)